# Джексон, Шелли
Шелли Джексон (англ. Shelley Jackson; род. 1963) — американская писательница и художница, известная своими кросс-жанровыми экспериментами, в том числе гипертекстовой работой «Patchwork Girl» (1995). В 2006 году она опубликовала свой первый роман «Half Life».

## Биография
Шелли Джексон родилась в 1963 году на Филиппинах, выросла в Беркли, штат Калифорния, где её родители много лет владели магазином для женщин. Позже она вспоминает: «Я была влюблена в книги… и книги из нашего семейного магазина только подтвердили, что они для меня наиболее интересные и важные вещи в мире. И у меня появилось желание писать их самой!»
Она окончила среднюю школу Беркли и получила степень бакалавра в Стэнфордском университете. Позже Шелли Джексон получила степень магистра изящных искусств в Университете Брауна.
Во время учёбы в Университете Брауна у неё были такие преподаватели электронной литературы, как Роберт Кувер (Robert Coover) и Джордж Ландау (George Landow). В 1993 году, во время лекции Ландау, Шелли Джексон в своей записной книжке пунктирными линиями нарисовала обнажённую женщину со шрамами. Потом на основе этого рисунка появился её первый гипертекстовый роман «Patchwork Girl». Спустя некоторое время она объяснила, почему не хотела, чтобы этот роман был издан в печати:
«Я хочу, чтобы мое произведение было в большей степени миром, полным вещей, в котором можно блуждать, чем просто записью воспоминаний об этих странствиях. В разделах [гипертекста] „Лоскутное одеяло“ и „Кладбище“, где присутствуют конкретные метафоры, резонирующие с темой, создается литературная структура, которая меня полностью удовлетворяет».
Новая интерпретация «Франкенштейна» Мэри Шелли, «Лоскутная девочка», была опубликована в 1995 году фирмой «Eastgate Systems» и стала самым продаваемым CD-Rom этой компании. Сегодня «Лоскутная девочка» считается новаторской работой гипертекста. За время своей работы в книжном магазине в Сан-Франциско, Калифорния, Джексон создала ещё два гипертекстовых произведения. Это «My Body» (1997) и «The Doll Games» (2001), которые она написала совместно со своей сестрой Памелой. В конце девяностых Шелли Джексон писала гипертекстовые рассказы (например, «The Paris Review» или «Conjunctions») и книги для детей. В этот период она также полностью иллюстрировала два сборника рассказов Келли Линк — «Stranger Things Happen» (2001) и «Magic For Beginners» (2005).
В 2002 году она опубликовала свой первый сборник рассказов «Меланхолия анатомии» (англ. The Melancholy of Anatomy). Год спустя Шелли Джексон начала работать над проектом «Skin Project», который она описала как «смертное произведение искусства»: короткий рассказ в виде татуировки с одним словом на коже добровольцев. Её первый роман «Half Life» был опубликован в 2006 году издательством HarperCollins. Это история о сиамских близнецах, одна из которых по имени Нора Олни, планирует убийство другого. «Half Life» получил Премию Джеймса Типтри-младшего за лучшую научную фантастику в 2006 году.
В 1987 году Шелли Джексон вышла замуж за автора Джонатана Летема, с которым развелась в 1998 году. В настоящее время она преподает в Новой Школе в Нью-Йорке.
На русском языке опубликованы роман «Путь избавления» (2020) и несколько рассказов. Перевод рассказа Шелли Джексон «Молоко» из книги «Меланхолия анатомии», выполненный Еленой Кожиной, был удостоен в 2022 году Премии имени Норы Галь: «поэтическая проза современной американской писательницы Шелли Джексон требует от переводчика большой интонационной и стилевой точности, попадания в речевой строй, сплавляющий возвышенное с ироническим», — указали организаторы премии.

## Работы

### Гипертексты
- Patchwork Girl[10] (1995)
- My Body (1997)
- The Doll Games (с сестрой, Памелой Джексон, 2001)

### Книги
- Do You Know Me (иллюстрация детской книги 1993)
- The Old Woman and The Wave (детская книга, 1998)
- Sophia, the Alchemist's Dog (детская книга, 2001)
- The Melancholy of Anatomy (сборник рассказов, 2002)
- Half Life (Роман, 2006)

### Другие проекты
- Skin (начало 2003)
- Musée Mécanique (Internet Exklusiv)
- The Putti
- Wrestlemania
- Hagfish, Worm, Kakapo.